# Game Boy Color
La Game Boy Color (en japonés: ゲームボーイカラー, Gēmu Bōi Karā; sovint abreviat a GBC) és una consola portàtil de 8 bits produïda per Nintendo i llançada el 21 d'octubre del 1998 al Japó i al novembre del 1998 als Estats Units. Les seves característiques eren la seva pantalla amb color, més gran i pesant que la Game Boy Pocket, però més petita que l'original, la Game Boy.

## Dades tècniques
Les dades tècniques de la consola són les següents:
- CPU: Z80 (manufacturat per Sharp) treballant a 8 MHz o 4 MHz, segons el cartutx inserit. (LR35902, un Z80 modificat a 4.194304 MHz)
- Vídeo: 10, 32, o 56 colors simultanis en pantalla, disponibles des d'una paleta de 32000 colors
- Sprites: 40 - 8x16, 8x8 (sprites de 4 colors, 1 sent transparent)
- Tiles: 512 en pantalla fent ús dels 16 KB de VRAM
- Pantalla:LCD TFT (manufacturada per Sharp) amb resolució màxima de 160x144 píxels amb 56 colors. Altres modes amb major quantitat de colors són possibles realitzant certes optimitzacions (per exemple, els 32000 colors de la paleta utilitzant una menor resolució).
- So: 4 canals FM estèreo. La CPU LR35902 incorpora internament 4 canals analògics que poden ser mapats en l'eixida esquerra o dreta dels auriculars (encara que és estèreo, l'altaveu intern només dona el so en mono). Se'l sol anomenar PAPU (Pseudo-Audio-Processing-Unit) pseudo perquè no és una unitat separada, però no obstant això si té circuiteria separada de la del processador. Cada un dels canals és diferent:
  - És un canal d'ona quadrada amb embolcall de volum i intercanvi de freqüències.
  - És un canal d'ona quadrada amb embolcall de volum.
  - Canal d'ona programable amb 32 samples programables de 4 bits, reproduïts en seqüència.
  - És un canal de soroll blanc amb embolcall de volum.

Els canals 1-3 produïx freqüències de 64hz-131072hz, mentre que el canal 4 produïx freqüències de 2hz-1048576hz.
- Control: D-Pad de 8 direccions, botons A, B, select, i START.
- Energia: 13 hores mitjana amb 2 bateries AA o per transformador AC-DC.
- Compatibilitat: Cartutxos de Game Boy, Súper Game Boy, Game Boy Color.
- DMA: compta amb dos nous modes DMA. La transferència és constant, sense importar la velocitat de la CPU. Els nous modes permeten transferir qualsevol cosa des de la Memòria ROM o la RAM cap a la VRAM a una taxa de 16 bytes per H-Blank. Açò és necessari a causa dels requeriments de la pantalla a color, i proveïx una animació més ràpida i fluida.(8 Kb)
- Comunicacions:port sèrie amb una taxa de transferència de 512 Kbps
- ROM: 64 Kb

## Jocs

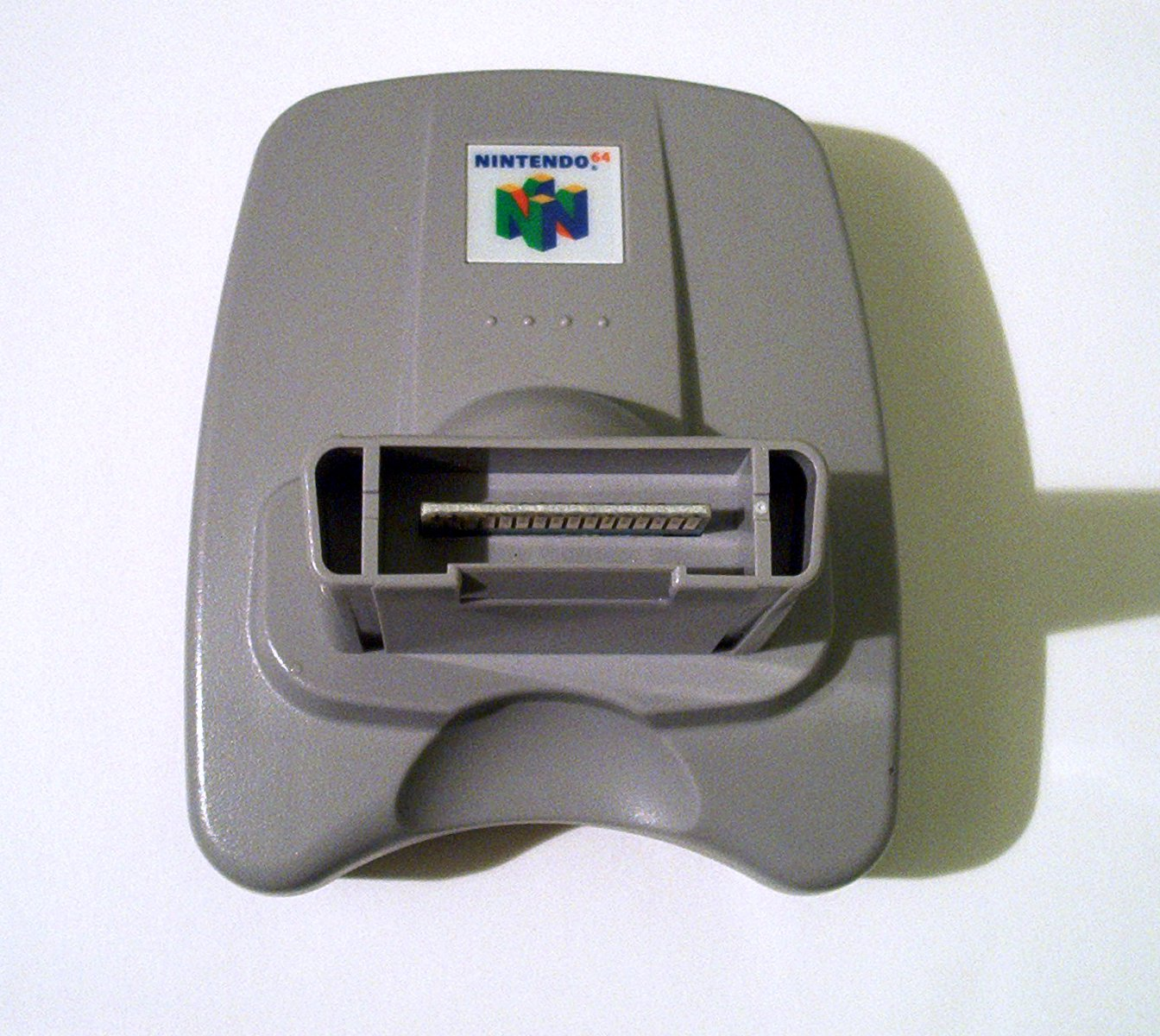
Amb el Transfer Pak, alguns jocs de Game Boy Color, es poden connectar en la consola Nintendo 64

La primera cosa que va fer Nintendo amb la seua nova consola, era actualitzar antics jocs de la Game Boy monocromàtica per a esta nova portàtil, es poden citar Zelda o Tetris que portaven l'afegiment "DX" i es caracteritzaven per tindre una alta paleta de colors en pantalla i en el cas de Zelda una masmorra extra. Esta política la van seguir moltes llicenciatàries que tenien jocs vells en la Game Boy monocromàtica.
D'altra banda van ser llançats 230 Jocs per al Game Boy Color entre març del 1998 i novembre del 2002.